# Les Années de chien
Les Années de chien (Hundejahre en allemand) est un roman de Günter Grass, publié en 1963. Il a été traduit en français par Jean Amsler deux ans plus tard et est disponible aux éditions Points-Seuil. Après Le Tambour et Le Chat et la Souris, il clôt la Trilogie de Dantzig.
Après Le Tambour et Le Chat et la Souris, Grass revient sur les heures sombres du nazisme et explore la monstruosité de l'Histoire et la banalité du mal par la forme du roman picaresque et du récit épique. Il reste également fidèle à sa faconde, son ironie et ses recherches de style dans lesquelles plusieurs récits et voix narratives s'entremêlent. Comme dans ses œuvres précédentes, la frontière entre  merveilleux, réalisme, fantasme, monde quotidien et visions hallucinatoires est abolie.

## Résumé
Ce roman conte l'histoire de deux enfants, Eddi, qui a perdu son père pendant la Seconde Guerre Mondiale, et Walter, qui vient de la bourgeoisie, dont les parents sont toujours vivants. Une amitié naît entre les deux enfants malgré leurs différences.